# 紫阳湖
紫阳湖，原名长湖，又称滋阳湖，位于武昌蛇山南侧，北临紫阳路，南至石灰堰和津水闸，东依首义路，西接复兴路，水深两米，现有水面13.7公顷。今位于紫阳公园内。
湖中多莲，每至夏日，荷花满湖，北宋黄庭坚见此碧水涟漪，紫荷争芳，写下了“四顾山光接水光，凭栏十里紫荷香”的诗句，紫阳湖就此得名。湖边曾建有码头，原可连通至长江。